# ソフトウェア考古学

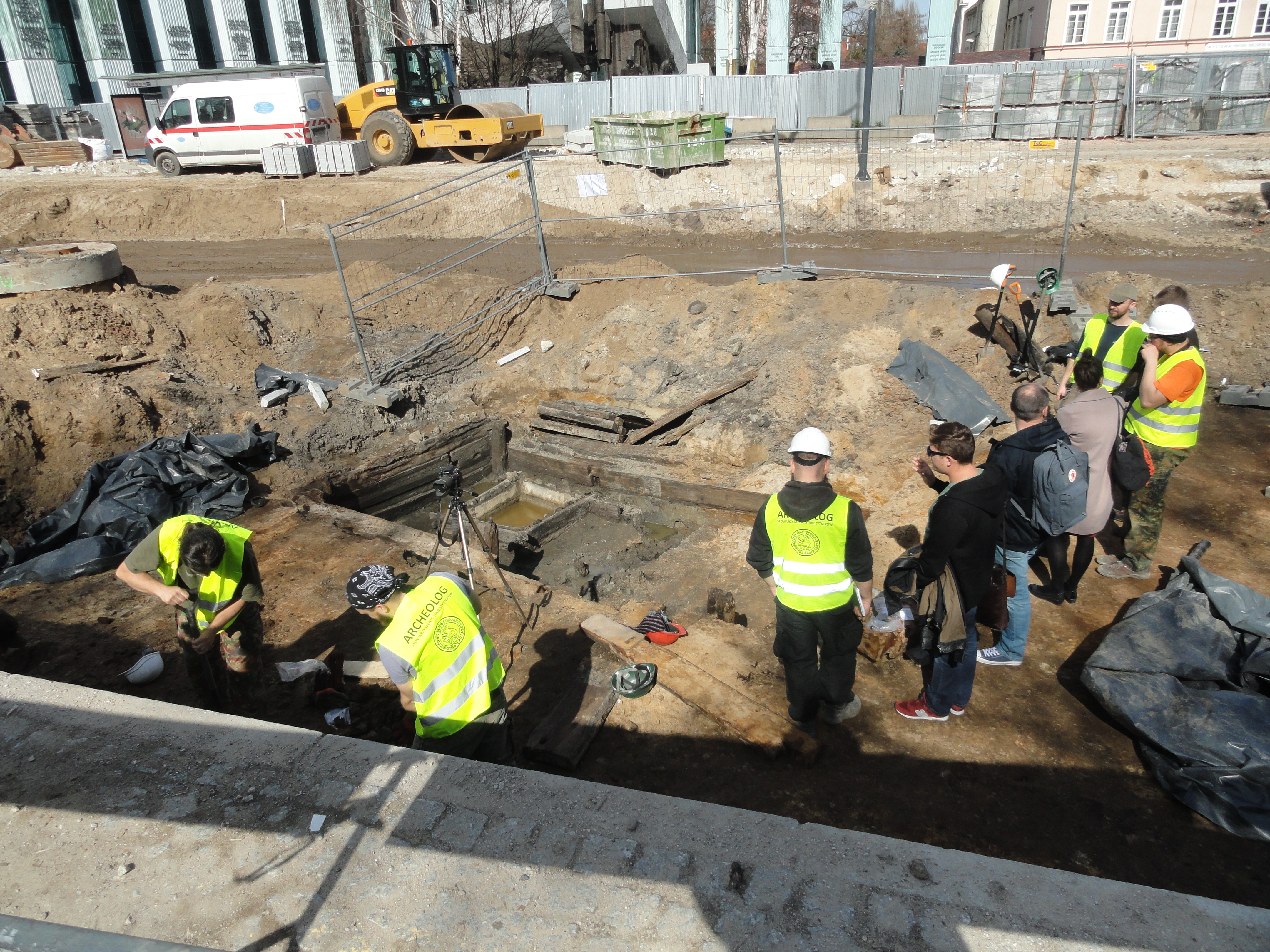
考古学者が遺跡を発掘する様子（ソフトウェア考古学の名称の由来となった比喩）

ソフトウェア考古学（ソフトウェアこうこがく、英語: Software archaeology）とは、十分な文書化が行われていない古いソフトウェア（レガシーソフトウェア）のプログラムを調査・分析し、その構造や設計意図を解明するソフトウェア工学の一分野である。

## 概要
ソフトウェア考古学は過去の開発者が残した痕跡（ソースコードや断片的な資料）を手がかりに、プログラムの動作原理や設計思想を読み解く作業であり、ソフトウェア保守の一環として位置づけられる。この名称は考古学になぞらえたもので、考古学者が発掘した遺物から古代文明を推測するように、現在のプログラマも過去の開発者の思考を残されたコードから推測しなければならないという比喩に由来する。
実際、コードの多くは将来の保守担当者に理解してもらうためではなく、その時々の目的のために書かれており、完全なドキュメントも残されないまま時代の異なる変更が積み重ねられるため、後から解析するのは遺跡の断片を分析する作業に似ている。

## 発祥・起源
ソフトウェア考古学という用語および概念は、ソフトウェア保守作業における比喩として1990年代初頭から用いられるようになった。ドイツ出身のソフトウェア技術者Harry Sneedは、1994年頃に「ソフトウェア考古学」という用語を作ったと主張している。一方で、1986年にはDennettによる『Julian Jaynes’ Software Archaeology』という論文も存在しており、これにより概念自体はSneedの主張以前から存在していた可能性が示唆される。また、1992年にはジュディス・E・グラスによる「オブジェクト指向設計の考古学 (Object-Oriented Design Archaeology)」という論文が発表され、既にこの考え方が議論されていたことがうかがえる。2001年には著名なソフトウェア技術者ウォード・カニンガムやブライアン・マリックらによってOOPSLA 2001会議で「ソフトウェア考古学: 大規模システムの理解」というワークショップが開催され、この分野の技法や課題が公式に討論された。その後もソフトウェア考古学はソフトウェア工学コミュニティで関心を集め続けており、2010年の国際会議ICSE 2010でも「Software Archaeology」というセッションが設けられるなど、学術・業界双方で議論の対象となっている。

## 主な目的と必要性
ソフトウェア考古学の主な目的は、過去に作られたソフトウェア資産の理解と継承である。具体的には、文書が欠落していたり当時の開発者が既に不在となっているようなシステムに対して、そのソースコード自体を解析することで動作や設計を把握し、バグ修正・機能追加・性能改善・他システムへの統合といった保守作業を可能にすることが挙げられる。
レガシーシステムのリプレース（置き換え）や現代化を行う際には、現行システムの挙動を正しく理解する必要があるが、公式の設計書や詳しい知識を持つ人がいない場合、最後の手段としてソースコード自体を調べる他に方法がない。このようなコード解析作業がまさに「ソフトウェア考古学」と呼ばれるものであり、放置すれば動作が不明瞭なまま老朽化してしまうプログラムに新たな知見をもたらすことができる。企業の基幹システムや官公庁の長年稼働しているソフトウェア、あるいはオープンソースの大規模プロジェクトなどでは、ソフトウェア考古学的手法によってプログラム知識の発掘と継承が行われる場面が多い。
例えば、2000年問題（Y2K）の対応では世界中の企業が過去のCOBOLプログラムを解析し、日付処理のロジックを修正するという大規模な「コード発掘作業」に取り組んだ経緯があり、莫大な時間と費用が投じられた。このように、ソフトウェア考古学はレガシーコードに潜む知識や仕様を掘り起こし、現代の技術者へ引き継ぐために重要な役割を果たす。

## 手法とアプローチ
ソフトウェア考古学では、様々な手法やツールを組み合わせて未知のコードベースを分析する。2001年のOOPSLAワークショップでは、以下のようなテクニックが有用だと報告されている。
- 静的解析とコード検索：スクリプト言語を用いてソースコードから構造や統計情報を抽出するレポートを生成したり、コード中のキーワードを検索することで重要な箇所を洗い出す。例えば、関数やクラスの呼び出し関係を解析するツールや、コード内の特定文字列（エラー処理やTODOコメントなど）を一括検索するツールを活用する。コードの可視化（ビジュアライゼーション）ツールを使い、システム全体の構造をグラフィカルに把握する試みも行われる。

- リバースエンジニアリング：完成したバイナリやモジュールから設計情報を逆算出するリバースエンジニアリング技術もソフトウェア考古学の一部である。ソースコードが直接読めない場合や、大規模で把握しきれない場合に、UML図の自動生成ツールやアーキテクチャ復元ツールなどを用いて高レベルな設計を再現する。
- 動的解析（デバッガ・トレース）：プログラムを実際に動かしながら挙動を観察する手法。デバッガを使ってコードをステップ実行したり、システムコールの追跡（UNIX系OSのstraceやtrussコマンドなど）によって、どのような処理が行われているかを把握する。動的解析により、静的なコード読解だけでは見つけにくい実行時の振る舞いや不具合の手がかりを得ることができる。
- テストの活用：理解したいコードに対して単体テスト（ユニットテスト）を書いて実行することも有効な手段である。JUnitやCppUnitのようなテストフレームワークを用いて想定される入力に対する出力を確認することで、コードの実際の挙動や前提条件を検証できる。テスト駆動開発の要領で、コードの挙動を少しずつ明らかにしながらリファクタリング（内部構造の改善）を行っていく場合もある。
- ドキュメント化とノート：解析の過程で得られた知見を随時ドキュメント化することも推奨している。WikiやHTMLドキュメントに調査結果や推測した設計意図を書き留めていくことで、解析中のチーム内で情報共有したり、後の保守者への資料とする。これは実際の考古学におけるフィールドノートのようなもので、発見事項や仮説を逐次記録し全体像の復元に役立てる。
- 構成管理と環境整備：大規模な古いシステムでは、コードを分析する前提としてビルド環境や依存関係を正しく再現する必要がある。バージョン管理システム（GitやSVNなど）上の履歴を確認し、必要なソースコード一式や依存ライブラリが揃っているかを確認する。ビルド手順が再現可能であること（自動化されたビルドスクリプトやドキュメントの整備）も「発掘現場を安全に保つ」ための重要なステップと見なされる。こうした準備によって、解析途中で環境の不整合に悩まされるリスクを減らす。

これらの手法を組み合わせ、まるで地図を描くように少しずつ未知のプログラムの全貌を明らかにしていくのがソフトウェア考古学のアプローチである。実際の考古学に倣い、安易な推測に頼らず得られた証拠（コードやログ）から慎重に結論を導く姿勢が求められる。場合によっては、カニンガムによるシグネチャサーベイのように、プログラム中の記号（セミコロンや波括弧など）だけを可視化してコードの「雰囲気」を掴むユニークな技法も提案されている。このようにソフトウェア考古学では、静的・動的解析から可視化、テスト、ツール活用まで多岐にわたる技法を駆使し、レガシーコードの理解を深めていく。

## 活用例・実践例
ソフトウェア考古学は、現実の様々な場面で活用されている。典型的な例としては、企業の基幹業務システムの保守が挙げられる。銀行や保険会社などで何十年も使われてきたメインフレームやCOBOL製のシステムを刷新したり機能拡張したりする際、まず現行システムの動作を理解する必要がある。そのために専門のエンジニアがコードを読み解き、ビジネスロジックやデータ構造を洗い出す作業が行われる。前述の2000年問題対応もその一例で、古いプログラムに潜む日付処理の仕様を解析・修正するために大規模なコード調査が実施された。 
また、ソフトウェア製品の買収や引き継ぎの場面でもソフトウェア考古学的手法が用いられることがある。ある会社が他社のソフトウェア資産を買い取った場合や、退職者から未整理のコードを引き継いだ開発者は、まず「自分が一体何を引き継いだのか？」を把握しなければならない。エンバカデロ・テクノロジーズ社のMichael Rozlogは、ソフトウェア考古学を用いて「自分が引き継いだシステムの全貌は何か」「コード中の危険箇所はどこか」といった問いに答えるための6つのステップを提唱している。それによれば、コードの可視化による設計構造の把握、コードメトリクス（ソフトウェア指標）の分析による設計違反箇所の検出、単体テストやプロファイラによるバグ・ボトルネックの発見、そしてそうした分析から得た設計情報の統合と文書化、といった段階を踏むことで未知のコードベースに対処できるとされる。 
さらに、近年ではオープンソースソフトウェアのエコシステム分析にもソフトウェア考古学の考え方が応用されている。オープンソースプロジェクトでは開発者の参加・離脱が頻繁であり、ある時点でプロジェクトに参加した開発者が過去のコード変更履歴を調べて機能の変遷や設計上の判断を理解するといった場面がある。これは「知識の継承」の観点から重要で、プロジェクトに蓄積されたアーティファクト（ソースコード、コミットログ、バグトラッカーの記録など）を分析することで、開発チーム内で失われつつある情報を再発見できる。例えば、ある研究ではオープンソースプロジェクトにおける開発者交代による知識喪失を測定するために、ソフトウェア考古学の手法（コード履歴の解析など）を用いている。 

## コード考古学者
ソフトウェア考古学は、レガシーコードの保守からオープンソースの進化分析まで、幅広い領域で実践例が見られ、近年ではコード考古学者（Code Archaeologist）と称してレガシーシステム解析の専門サービスを提供するコンサルタントや企業も存在しており、第三者によるコード調査がサービスとして利用されるケースも報告されている。
2024年には、コード考古学者が最古のMS-DOSの祖先にあたるCP/M互換OS「86-DOS」以前のソースコードを回復したことが報じられた。この作業は、古いフロッピーディスクや紙の資料、初期の記憶媒体を扱うことで達成されたものであり、コード考古学の実践例として注目された。
アメリカのSF作家ヴァーナー・ヴィンジの1999年の小説『A Deepness in the Sky(天空の深淵)』では、「プログラマー考古学者（programmer–archaeologist）」という職業が主要な役割として描かれている。